# Дубки (Вологодская область)
Дубки — деревня в Шекснинском районе Вологодской области.
Входит в состав сельского поселения Сиземского, с точки зрения административно-территориального деления — в Сиземский сельсовет.
Расстояние до районного центра Шексны по автодороге — 32,6 км, до центра муниципального образования Чаромского по прямой — 11 км. Ближайшие населённые пункты — Марьино, Сизьма, Зверинец.

## История
В 1966 г. указом президиума ВС РСФСР деревня Дураково переименована в Дубки.

## Население
| 2010 |
| ---- |
| 35   |